# Вілар-сюр-Глан
Вілар-сюр-Глан (фр. Villars-sur-Glâne) — місто  в Швейцарії в кантоні Фрібур, округ Сарін.

## Географія
Місто розташоване на відстані близько 31 км на південний захід від Берна, 3 км на захід від Фрібура.
Вілар-сюр-Глан має площу 5,5 км², з яких на 51,7% дозволяється будівництво (житлове та будівництво доріг), 29,4% використовуються в сільськогосподарських цілях, 17,4% зайнято лісами, 1,5% не є продуктивними (річки, льодовики або гори).

## Демографія
2019 року в місті мешкало 12 228 осіб (+7,3% порівняно з 2010 роком), іноземців було 32,5%. Густота населення становила 2231 осіб/км².
За віковим діапазоном населення розподілялося таким чином: 22,8% — особи молодші 20 років, 60,7% — особи у віці 20—64 років, 16,5% — особи у віці 65 років та старші. Було 5067 помешкань (у середньому 2,4 особи в помешканні).
Із загальної кількості 9650 працюючих 13 було зайнятих в первинному секторі, 2294 — в обробній промисловості, 7343 — в галузі послуг.